# Paneriai (Jonava)

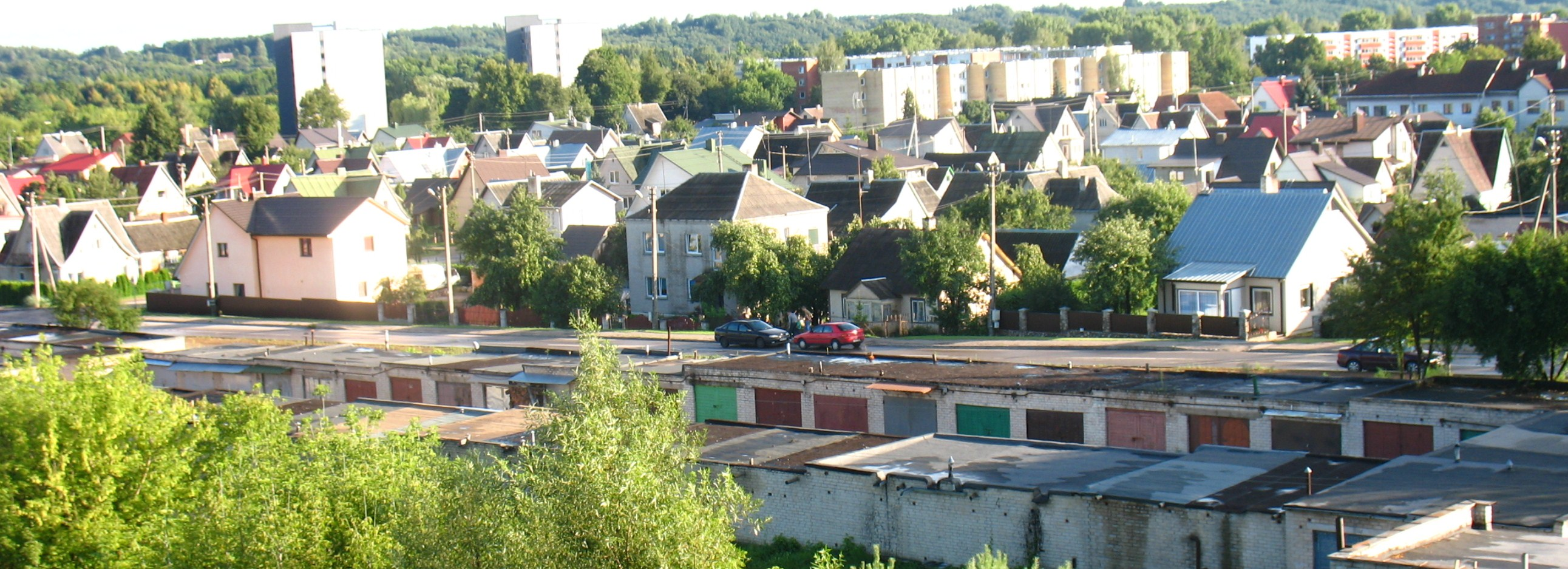
Panorama (von der Eisenbahnbrücke Jonava)

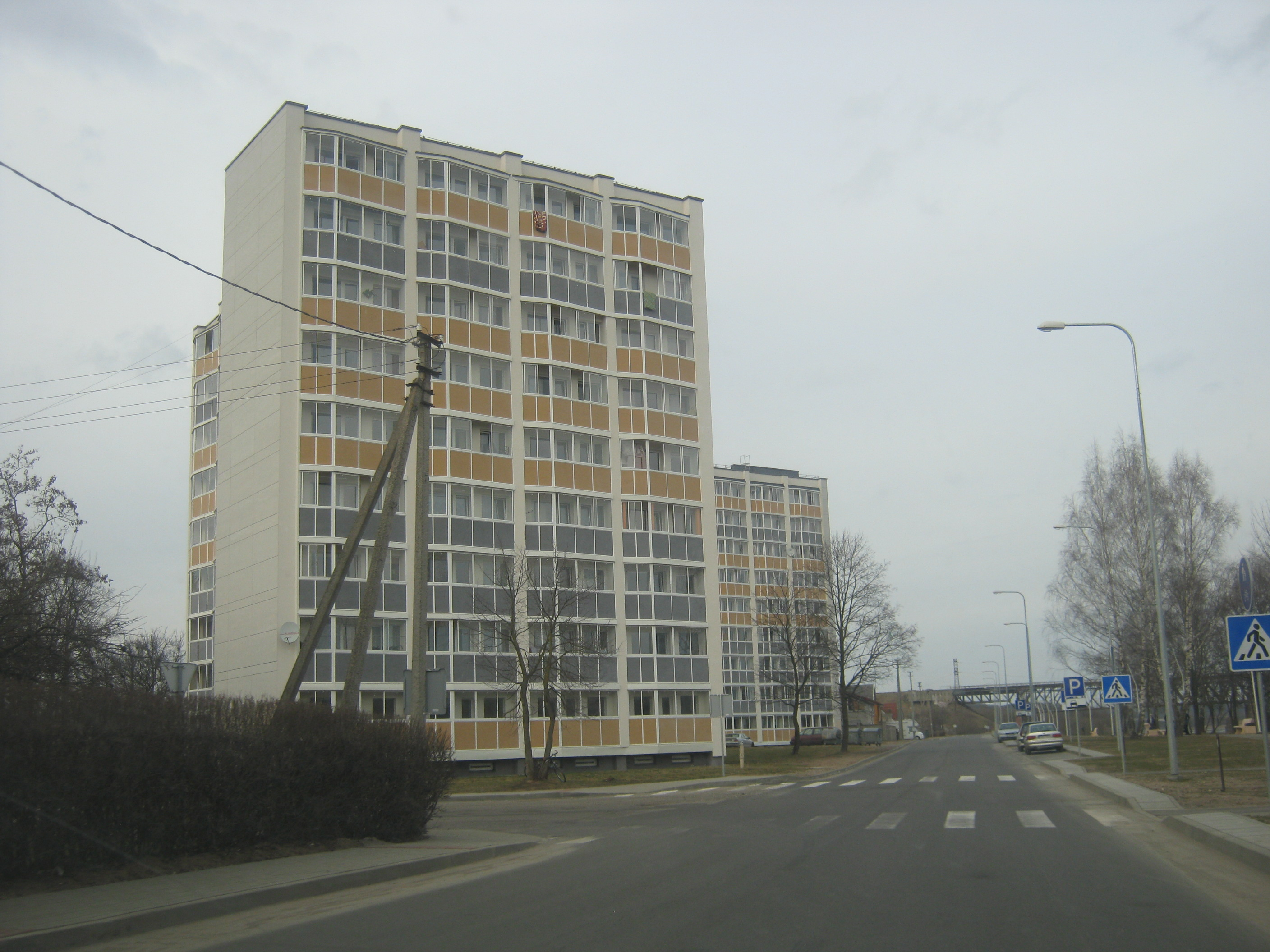
Renovierte Hochhäuser in Paneriai

Paneriai  ist ein Stadtteil der litauischen Stadt Jonava (Bezirk Kaunas). Die besiedelte Wohngegend befindet sich am rechten Ufer der Neris, bei der Panerių-Straße, zwischen der Altstadt Jonava und dem Stadtzentrum. Der zuständige Wahlbezirk Nr. 9 (Ateities rinkimų apylinkė Nr. 9) hat 1831 Wahlberechtigte (2012). PLZ sind  55185, 55186, 55187 und 55188.

## Neris-Böschung
Im Mikrorajon befindet sich die Böschung des Flusses Neris. Es gibt hier einen Strand, steilen Hang mit den Stufen, die zum Ufer des Flusses Neris führen. Paneriai hat mehrere Erholungsgebiete, die mit Blumenbeet, Stiefmütterchen ausgestattet sind. Es gibt erbaute Bänke, Fuß- und Radwege, installierte Schutzringe für Fahrräder.
Es gibt ein Denkmal (Memorial) für litauische Unabhängigkeitskämpfer und Resistenten der sowjetischen Okkupation, ermordet von NKWD, MWD und MGB.